# Kanton Lessay
Lessay is een voormalig kanton van het Franse departement Manche.

## Geschiedenis
Het kanton maakte deel uit van het arrondissement Coutances tot het op 22 maart 2015 werd opgeheven. Anneville-sur-Mer en Geffosses werden hierop opgenomen in het op die dag gevormde kanton Agon-Coutainville en de overige gemeenten in het eveneens op die dag gevormde kanton Créances.

## Gemeenten
Het kanton Lessay omvatte de volgende gemeenten:
- Angoville-sur-Ay
- Anneville-sur-Mer
- Bretteville-sur-Ay
- Créances
- La Feuillie
- Geffosses
- Laulne
- Lessay (hoofdplaats)
- Millières
- Pirou
- Saint-Germain-sur-Ay
- Saint-Patrice-de-Claids
- Vesly (deels)